# Herbert Lauermann
Herbert Lauermann (nascut el 7 de novembre de 1955 a Viena), és un compositor austríac.

## Formació i activitat professional
Herbert Lauermann va completar els estudis privats de música amb Ernst Vogel de 1970 a 1975, de 1975 a 1979 va estudiar educació musical a la Universitat de Música i Art Dramàtic de Viena i composició amb Erich Urbanner al mateix institut de 1979 a 1983. Del 1976 al 1998 va ensenyar educació musical al Bundesgymnasium i al Bundesrealgymnasium de Stockerau. És professor de composició musical a la Universitat de Música i Arts Escèniques de Viena des de 1987 i és professor universitari associat de composició al mateix institut des de 2003.

## Activitats artístiques
Herbert Lauermann treballa com a compositor per al Festival d'Estiu de Carintia, el Festival del Danubi, les Jornades de Música de Cambra al Castell d'Eckartsau, l'Associació de Música de Viena, la Societat d'Amics de la Música, la Ràdio d'Alemanya Occidental, la Ràdio Austríaca, l'Ensemble Continuum de Nova York, el Festival Steirischer Herbst, l'Òpera de Cambra de Viena, les Jornades de Música Contemporània de Dresden, l'Any Mozart de Viena 2006, el Teatre d'Ulm i ARBOS – Societat de Música i Teatre, de la qual també ha rebut nombroses comissions de composició.
A més del seu treball de composició per a solistes, conjunts de cambra i orquestres, el seu treball se centra en el teatre musical. La seva obra Kar - Music Theatre for Mountain (libret: Christian Fuchs) va ser enregistrada l'any 1994 al buit inferior de la paret de la presa del Gran Llac Mühldorfer a Reisseck a 2500 metres sobre el nivell del mar en col·laboració amb "ARBOS - Society for Music and Theatre". Es van estrenar Reisseck-Malta-Touristik (RMT), l'Österreichische Draukrafte AG (ÖDK) i l'associació. L'espai de la paret de la presa té un temps de reverberació d'uns tres a cinc segons i una temperatura ambient de quatre a sis graus centígrads. Lauermann va haver de tenir en compte aquests factors a l'hora de compondre l'obra. La història del llibret es remunta a una història real de l'any 1972: després de dècades, una dona gran s'enfronta amb el (jove) cadàver del seu nuvi; l'havia alliberat la glacera: poc després mor després de provar-se el vestit de núvia. Tots dos van ser enterrats a la mateixa tomba. El llibretista Christian Martin Fuchs va utilitzar cites de "La mina de Falun" d'E.T.A. Hoffmann i la reunió inesperada de Johann Peter Hebel així com el llibre de Kohelet. El plantejament del teatre musical del director Herbert Gantschacher va ser explicar un drama senzill en “espais” que no permeten el teatre “normal”: el drama de la dona, el drama de la vida, aquell en el cicle de la natura, del devenir i de l'esdevenir, la mort passa: la vida que no es viu.

## Premis
- 1980: Premi de patrocini de la Theodor-Körner-Foundation
- 1981: Beca estatal de composició de la República d'Àustria
- 1982: Premi de promoció de l'estat de la Baixa Àustria
- 1985: Beca estatal de composició de la República d'Àustria
- 1990: Premi de promoció del Ministeri Federal d'Educació, Art i Cultura per l'òpera Wundertheater
- 1994: Premi “Austro-Mechana”.
- 1994: Premi Mecenas per Kar
- 2000: Premi Ciutat de Viena de Música Música (1947)[1]
- 2001: Premi Honorífic de Música de l'Estat de la Baixa Àustria
- 2006: Decoració d'Honor pels Serveis a la República d'Àustria (1952)[2]

## Obres (selecció)

### Composicions
- "Verbum I - per a piano" 1978
- "Equus I - per a conjunt de cambra i veu parlant" 1979
- "Verbum II - per a violí sol" 1980
- "Simfonia de cambra - per a 11 instruments" 1984
- "Phantasy on me - per a orquestra" 1984/1985
- "Rodona - per a veu femenina, clarinet, violí i piano" 1986
- "Bagatelles - per a quartet de saxos" 1986
- "Caccia - ("AH! Dov´è il perfido?") - per a orquestra" 1989
- "Desert - per a orquestra de cambra" 1990
- "Música de la cova per a cinc instruments de metall" 1991
- "Sinfonietta - per a orquestra" 1993
- "Ones - per a piano (martell) sol" 1994/1995
- "Verbum IV - "To the Sun" per a gran orquestra" 1995
- "Pasticcio - per a cordes (en memòria d'Ernst Vogel)" 1997
- "Pare Nostre - Meditació per a cor mixt i orgue" 2005
- "Raddar - Parla-So-Collage" 2005/2008
- "Bäslebrief - per a cor parlant, piano, teclat i reproductor de CD" 2005

### Teatre Musical
- Simó. Òpera de l'Església, estrenada l'any 1983 a Ossiach durant l'estiu de Caríntia.
- Das Ehepaar. Peça de cambra psicològica basada en la novel·la de Francisco Tanzer, llibret arranjat per Francisco Tanzer i Herbert Gantschacher, estrena el 1986 a l'Òpera de Cambra de Viena, estrena alemanya el 1996 a la Semperoper de Dresden en el marc dels Dresden Days for Contemporary Música d'ARBOS - Societat per a la Música i el Teatre.
- Wundertheater. Òpera amb llibret de Christian Martin Fuchs, estrenada el 1987 a l'Òpera de Cambra de Viena.
- Wundertheater. Versió per a petita orquestra, estrenada l'any 1990 en el marc de la “Setmana de Trobades” a Klagenfurt.
- Pròleg i Epíleg per al concert escènic A Silence Full of Sounds amb actors sords i un conjunt de música de cambra, estrenat l'any 1992 al Accent Theatre de Viena per ARBOS - Society for Music and Teatre amb actuacions a Salzburg, Innsbruck, Klagenfurt i el Teatre Estatal de Dresden.
- Kar - Musiktheater für den Berg. Llibret de Christian Martin Fuchs, estrena al buit inferior de la presa del Gran Llac Mühldorfer a Reisseck a Caríntia a 2500 metres sobre el nivell del mar per ARBOS - Societat de Música i Teatre.
- Schwarz-Weiss. Composició per a escacs musical-literari, estrenada l'any 1998 al Donaufestival de Krems an der Donau per ACCUS amb actuacions a Scheibbs, Viena, St. Pölten, Salzburg, Mürzzuschlag, Erfurt, Ruse.
- Die Befreiung. Òpera en dos actes basada en una novel·la de Francisco Tanzer, estrenada l'any 2001 pel Teatre d'Ulm.
- Coloman der Prozess. Teatre musical per a cor mixt, estrenat l'any 2004 al Festival Weinviertel de Stockerau.